# Гранецька Ольга Леонідівна
Ольга Леонідівна Гранецька (1983—2021) — старший солдат розвідниця снайперка. Учасниця російсько-української війни.

## Життєпис
Народилася 27 квітня 1983 в с.Юрівка Козятинський район,  Вінницька область.
У 2007 році підписала контракт у Козятинському РВК. Служила радіотелеграфісткою у 101-му окремому полку зв’язку (з 2012 року, в/ч А1660).
У 2016 році пішла служити до 93 окремої механізованої бригади Холодний Яр.
У 2017 році направили її до 131 окремого розвідувального ботальйону.
Майже рік Ольга боролася з онкозахворюванням щитоподібної залози і ускладненнями. Після кожної операції, як повідомляє волонтерка Юлія Щербань, Ольга Гранецька поверталася на східний фронт, бо хотіла перемоги України. До останнього була на передовій попри загострення з багатоденною температурою 39о
Померла 14 травня 2021 році у 10:15 годині в Головному клінічному госпіталі внаслідок онкологічного захворювання. 
Похована 16 травня 2021 році на Алеї Слави Центрального кладовища, Вінниця. Залишились мати та дві сестри.